# Flughafen Goma

i7
i11
i13
Der Flughafen Goma (IATA-Code: GOM, ICAO-Code: FZNA) ist ein internationaler Flughafen nahe der Stadt Goma in der Demokratischen Republik Kongo. 

## Geschichte
Der Flughafen wurde 2002 beim Ausbruch des 14 Kilometer entfernten Nyiragongo von der Lava des Vulkans zerstört und danach mit internationaler Hilfe wieder aufgebaut. Seitdem ist die Bahn von zuvor 3000 auf 2000 Meter verkürzt, was bereits zu mehreren Unfällen geführt hat. Im Januar 2012 wurde der Flughafen bei einem weiteren Ausbruch erneut beschädigt.

## Zwischenfälle
Auf dem Flughafen Goma verunglückten in den vergangenen Jahren mehrfach Flugzeuge.
- Am 27. Mai 2003 schlitterte in Goma eine Antonow An-12 der Showa Air aus Sierra Leone (Luftfahrzeugkennzeichen 9L-LCR) nach dem Überschießen der Landebahn in ein Feld aus erkalteter Lava, wobei jedoch keiner der vier Insassen zu Schaden kam.[7]

- Am 8. September 2005 kam es in einer de Havilland Canada DHC-6-300 Twin Otter der kongolesischen TMK Air Commuter (9Q-CBO) zwei Minuten nach dem Start vom Flughafen Goma zu einem Leistungsverlust eines Triebwerks. Die Piloten versuchten, den Flughafen Gisenyi (Ruanda) zu erreichen, was aber misslang. Stattdessen musste eine Notlandung in einem Bananenfeld durchgeführt werden, wobei das Flugzeug irreparabel beschädigt wurde. Alle 20 Insassen, zwei Besatzungsmitglieder und 18 Passagiere, überlebten den Unfall; drei wurden verletzt.[8]

- Am 7. September 2007 überrollte eine Antonow An-12BP der georgischen Transaviaservice (4L-SAS) das Ende der Landebahn am Flughafen Goma, die aufgrund eines Vulkanausbruchs im Jahr 2002 nicht mehr in voller Länge zur Verfügung stand. Die Maschine schlitterte in ein Feld aus erkalteter Lava, brach auseinander und geriet in Brand, wobei alle acht Personen an Bord starben. Vor und nach dem Unfall hatte es auf dem Flughafen weitere Unfälle ähnlicher Art gegeben (siehe auch Flugunfall einer Antonow An-12 in Goma 2007).[9]

- Am 15. April 2008 verunglückte ein Flugzeug des Typs Douglas DC-9-51 der Hewa Bora Airways (9Q-CHN)  beim Start. Die Maschine schoss über das Ende der Startbahn hinaus in ein Wohngebiet der Stadt. Dabei starben 37 Einwohner, zudem kamen 3 Passagiere ums Leben (siehe auch Hewa-Bora-Airways-Flug 122).[10]

- Am 19. November 2009 kam erneut ein Flugzeug bei der Landung von der Landebahn ab. Die McDonnell Douglas DC-9-82 (MD-82) der kongolesischen Compagnie Africaine d’Aviation mit dem Kennzeichen 9Q-CAB wurde dabei irreparabel beschädigt und etwa 20 der 117 Passagiere verletzt. Die Maschine war auf der Strecke Kinshasa–Goma eingesetzt.[5][11]

- Im März 2013 verunglückte eine Fokker 50 der Compagnie Africaine d’Aviation (9Q-CBD). Bei dem Unfall wurden die 7 Besatzungsmitglieder getötet; die drei Passagiere auf dem Frachtflug überlebten.[12]

- Eine Antonow An-24 der kongolesischen Serve Air (9S-AFL) wurde am 10. September 2017 schwer beschädigt, nachdem sie über die Landebahn hinaus in ein Feld aus erkalteter Lava rollte. Die vier Personen an Bord kamen nicht zu Schaden.[13]

- Am 24. November 2019 verunglückte eine Dornier 228-200 der Fluggesellschaft Busy Bee Congo (9S-GNH) kurz nach dem Start vom Flughafen Goma. Das Flugzeug stürzte südlich des Flughafens auf Gebäude im Stadtteil Birere und ging in Flammen auf. Mindestens 18 Menschen wurden getötet.[14][15]